# Hút mật lưng tím miền tây
Hút mật lưng tím miền tây (danh pháp hai phần: Anthreptes longuemarei) là một loài chim thuộc Họ Hút mật.
Hút mật lưng tím miền tây là loài phân bố rộng rãi nhất trong các loài thuộc siêu loài hút mật lưng tím, phân bố trong suốt một phần lớn khu vực nhiệt đới lục địa châu Phi cận Sahara không là nơi sinh sống của các thành viên khác của siêu loài. Nó chủ yếu được tìm thấy trong khu vực rừng ẩm thấp.

## Phân loài
Theo Alan P. Peterson, có 3 phân loài:
- Anthreptes longuemarei angolensis Neumann 1906
- Anthreptes longuemarei longuemarei (Lesson) 1831
- Anthreptes longuemarei nyassae Neumann 1906